# Schweizer Eishockeymeisterschaft 1928/29
Die Saison 1928/29 war die 19. reguläre Austragung der Schweizer Eishockeymeisterschaft. Meister wurde der HC Davos.

## Hauptrunde

### Serie Ost
Der HC Davos qualifizierte sich für den Meisterschaftsfinal.

### Serie West
Der HC Rosey Gstaad qualifizierte sich für den Meisterschaftsfinal.

## Meisterschaftsfinal
- HC Davos – HC Rosey Gstaad 5:0 nach Nichtantritt